# آنتی‌گلوکوکورتیکوئید
آنتی‌گلوکوکورتیکوئید(به انگلیسی: Antiglucocorticoid) دارویی است که فعالیت گلوکوکورتیکوئید را در بدن کاهش می‌دهد. این داروها شامل آنتاگونیست‌های مستقیم گیرنده گلوکوکورتیکوئید مانند میفپریستون و مهارکننده‌های سنتزی مانند متیراپون، کتوکونازول و آمینوگلوتتیمید هستند. این دسته از داروها برای درمان سندرم کوشینگ استفاده می‌شوند.
آنتی گلوکوکورتیکوئیدها می‌توانند داروهای ضد افسردگی مؤثر برای زیر مجموعه ای از اختلالات خلقی خاص باشند، اما استفاده از آنها به دلیل عوارض جانبی محدود شده‌است.

## همچنین ببینید
- کورتیکواستروئید